# Lupettiana mordax
Lupettiana mordax là một loài nhện trong họ Anyphaenidae.
Loài này thuộc chi Lupettiana. Lupettiana mordax được Octavius Pickard-Cambridge miêu tả năm 1896.